# NGC 400
NGC 400 – gwiazda o jasności 15,3m znajdująca się w gwiazdozbiorze Ryb. Skatalogował ją Robert Ball 30 grudnia 1866 roku, błędnie sądząc, że to obiekt typu „mgławicowego”.